# Букринская, Алиса Григорьевна
Алиса Григорьевна Букринская (5 декабря 1928, Краснодар, СССР — 30 декабря 2019) — советский и российский учёный, специалист в области молекулярной биологии и генетики микроорганизмов, член-корреспондент АМН СССР (1986), член-корреспондент РАМН (1991), член-корреспондент РАН (2014).
Являлась руководителем лаборатории биосинтеза вирусов, членом Учёного совета НИИ вирусологии имени Д. И. Ивановского РАМН.

## Основные публикации
- Жданов В. М., Букринская А. Г. Репродукция миксовирусов (вирусов гриппа и сходных с ними) / Акад. мед. наук СССР. — М.: Медицина, 1969. — 280 с.
- Букринская А. Г. Вирусология : Учеб. пособие. — М.: Медицина, 1986. — 336 с.
- Букринская А. Г., Грачёва Н. М., Васильева В. И. Ротавирусная инфекция (этиология, клиника, диагностика, эпидемиология). — М.: Медицина, 1989. — 224 с. — ISBN 5-225-01492-5.